# Thesis (lettertype)
Thesis is een grote lettertypefamilie ontworpen door Lucas de Groot. De lettertypen zijn ontworpen tussen 1994 en 1999 als moderne gemeenschappelijke letter.
Elke tekenset komt in verschillende gewichten en in cursief. De reeks gewichten zijn bedacht met een interpolaire theorie; bij drie letterstammen a, b en c is a de dunste, c is de dikste en b zit optisch tussen a en c met een verhouding van a=b²/c.
Thesis-lettertypen zijn populair voor publicaties en logo's.

## Varianten

### TheSans
TheSans is een schreefloos lid van de lettertypefamilie Thesis. Het heeft acht gewichten en twee breedtes, met overeenkomstige cursieve tekensets.
TheSans Condensedelke zwaarte heeft alleen een romein en cursief, en bevat alle vier cijfersoorten.
TheSansMonoeen niet-proportionele variant, bevat drie breedtes, en alle tekensets hebben uithangende cijfers.
TheSansTypewritereen niet-proportionele variant met rafelige halen.

### TheSerif
TheSerif is een blokschreefletter ("egyptienne") als lid van de lettertypefamilie Thesis. Het heeft acht gewichten en een breedte, met overeenkomstige cursieve tekensets.

### TheMix
TheMix is ook een blokschreefletter, maar heeft enkel schreven aan de bovenkant van de letters. Het heeft acht gewichten en een breedte, met overeenkomstige cursieve tekensets.
TheMixMonoeen niet-proportionele variant. Elke zwaarte heeft alleen een romein en cursief, en bevat uithangende cijfers.
TheMix Arabiceen variant ontworpen door Lucas de Groot, Arabisch kalligraaf, en ontwerper Mouneer Al-Shaarani, en met technische ondersteuning van Pascal Zoghbi. Lucas ontwierp de vette tekenset, en Pascal completeerde deze met wat aangepaste tekens, spatiëring en codering/"scripting"; later ontwikkeld tot Themix Arabic Regular.
Dit lettertype nam deel aan het Typographic Matchmaking Project georganiseerd door de Khatt Foundation.

### TheAntiqua
TheAntiqua is een lid van de lettertypefamilie Thesis, gebaseerd op TheSerif, en bestaat uit zeven gewichten en een breedte, met overeenkomstige cursieven. In het OpenType-formaat is ook een kleinkapitalen-tekenset. TheAntiqua won de Type Directors Club-wedstrijd in 1999.

## Collecties
Iedere set van de lettertypefamilie is gecategoriseerd in de volgende collecties:
Classic familybevat alle acht letterzwaarten, en romein, cursief, romein kleinkapitalen, cursief kleinkapitalen, expert, expert italic. Het bevat uithangende proportionele cijfers, uithangende niet-proportionele cijfers, proportionele tabelcijfers, niet-proportionele tabelcijfers.
Ook zijn er f-ligaturen.
Expertsets (zeer uitgebreide karaktersets) bevatten pijlen, sierkapitalen, breuken, alternatieve karakters, mathematische tekens, ornamenten.
Basic familybevat alle acht letterzwaarten, maar dan zonder kleinkapitalen en expertsets. Het bevat proportionele tabelcijfers (maar kleiner dan in Classic).
Office familybevat alleen Regular- en Bold-zwaarten, met alleen de romein- en cursief-tekensets in elke zwaarte. Het bevat uithangende niet-proportionele cijfers.

## Gebruik van Thesis-lettertypen
- AOL (America-OnLine) - TheSans
- Belgische politie - TheMix
- Bristol (stad in Engeland) in haar huisstijl
- Citizens Bank - TheSans
- Das Erste - TheAntiqua en TheSans
- Telefónica - TheSans
- Terra Networks - TheMix
- Swisscom - TheSans en Theserif, als deel van de huisstijl[1]